# Ян де Бонт
Ян де Бонт (англ. Jan de Bont; 22 жовтня 1943) — нідерландський кінооператор, режисер та продюсер.

## Біографія
Ян де Бонт народився 22 жовтня 1943 року в місті Ейндговен, Нідерланди. Був молодшим з десяти дітей, батько працював оптовим торговцем. У віці дванадцяти років Ян купив свою першу камеру, на яку знімав дні народження, весілля та інші урочистості. У молодості Ян захопився перегонами на мотоциклах і любив фотографувати. Незважаючи на протести батьків, по закінченню школи їде з рідного міста в Амстердам. Там він вступає у кіноакадемію, під час навчання знайомиться в Полом Верховеном, разом з яким згодом зніме більшу частину його суперхітів.
На Бонта великий вплив зробили Жан-Люк Годар, який рекомендував йому і Верховену знімати малобюджетні фільми. На великих екранах Ян дебютує як оператор у фільмі «Безславне повернення Йозефа Катуса в країну Рембрандта» (1966). Зі спільних робіт з Полом Верховеном звертають на себе увагу: «Турецькі солодощі» (1973), «Кіті-вертихвістка» (1975), «Солдати королеви» (1977) і «Четвертий чоловік» (1983). На початку 1980-х Бонт їде до Голлівуду де бере участь у зйомках фільмів «Міцний горішок» (1987), «Полювання за „Червоним Жовтнем“» (1990), «Смертельна зброя 3» (1992). Також продовжує співпрацювати з Верховеном, який теж приїхав до США. Режисерський дебют Бонт відбувся у фільмі «Швидкість» (1994) із Сандраою Баллок і Кіану Рівзом у головних ролях.
Ян де Бонт був двічі одружений. Першою його дружиною була актриса Монік ван де Вен. Від другого шлюбу з Тріш Рівз у нього двоє дітей: Олександр і Аннеке.

## Фільмографія
| Рік  |    | Українська назва                                       | Оригінальна назва                                                          | Роль                |
| ---- | -- | ------------------------------------------------------ | -------------------------------------------------------------------------- | ------------------- |
| 1966 | ф  | Безславне повернення Йозефа Катуса в країну Рембрандта | De minder gelukkige terugkeer van Joszef Katus naar het land van Rembrandt | оператор            |
| 1967 | ф  |                                                        | Paranoia                                                                   | оператор            |
| 1971 | ф  |                                                        | Business Is Business                                                       | оператор            |
| 1973 | ф  | Рахат-Лукум                                            | Turkish Delight                                                            | оператор            |
| 1975 | ф  | Кіті-вертихвістка                                      | Keetje Tippel                                                              | оператор            |
| 1981 | ф  | Рев                                                    | Roar                                                                       | оператор            |
| 1983 | ф  | Куджо                                                  | Cujo                                                                       | оператор            |
| 1983 | ф  | Четвертий чоловік                                      | De vierde man                                                              | оператор            |
| 1985 | ф  | Плоть і кров                                           | Flesh+Blood                                                                | оператор            |
| 1985 | ф  | Перлина Нілу                                           | The Jewel of the Nile                                                      | оператор            |
| 1986 | ф  | Безжальні люди                                         | Ruthless People                                                            | оператор            |
| 1988 | ф  | Міцний горішок                                         | Die Hard                                                                   | оператор            |
| 1989 | ф  | Чорний дощ                                             | Black Rain                                                                 | оператор            |
| 1990 | ф  | Полювання за «Червоним Жовтнем»                        | The Hunt for Red October                                                   | оператор            |
| 1990 | тф | Паркер Кейн                                            | Parker Kane                                                                | оператор            |
| 1990 | ф  | Коматозники                                            | Flatliners                                                                 | оператор            |
| 1992 | ф  | Світло в темряві                                       | Shining Through                                                            | оператор            |
| 1992 | ф  | Основний інстинкт                                      | Basic Instinct                                                             | оператор            |
| 1992 | ф  | Смертельна зброя 3                                     | Lethal Weapon 3                                                            | оператор, актор     |
| 1992 | с  | Байки зі склепу                                        | Tales from the Crypt                                                       | оператор            |
| 1994 | ф  | Швидкість                                              | Speed                                                                      | режисер             |
| 1996 | ф  | Смерч                                                  | Twister                                                                    | режисер             |
| 1997 | ф  | Швидкість 2                                            | Speed 2: Cruise Control                                                    | режисер, продюсер   |
| 1999 | ф  | Привид будинку на пагорбі                              | The Haunting                                                               | режисер, продюсер   |
| 2002 | ф  | Особлива думка                                         | Minority Report                                                            | продюсер            |
| 2002 | ф  | Еквілібріум                                            | Equilibrium                                                                | продюсер            |
| 2003 | ф  | Лара Крофт розкрадачка гробниць: колиска життя         | Lara Croft Tomb Raider: The Cradle of Life                                 | режисер             |
| 2012 | ф  | Газетяр                                                | The Paperboy                                                               | виконавчий продюсер |